# Caecoonops
Genre
Caecoonops est un genre d'araignées aranéomorphes de la famille des Oonopidae.

## Distribution
Les espèces de ce genre sont endémiques du Congo-Kinshasa.

## Description
Ces araignées sont anophtalmes. Elles se rencontrent dans les termitières.

## Liste des espèces
Selon World Spider Catalog (version 15.0, 2014) :
- Caecoonops apicotermitis Benoit, 1964
- Caecoonops cubitermitis Benoit, 1964

## Publication originale
- Benoit, 1964 : La découverte d'Oonopidae anophthalmes dans des termitières africaines (Araneae). Revue de zoologie africaine, vol. 70, p. 174-187.